# Она (Од)
Она (фр. Aunat) насеље је и општина у јужној Француској у региону Лангдок-Русијон, у департману Од која припада префектури Лиму.
По подацима из 2011. године у општини је живело 40 становника, а густина насељености је износила 3,77 становника/km². Општина се простире на површини од 10,62 km². Налази се на средњој надморској висини од 936 метара (максималној 1.200 m, а минималној 593 m).

## Демографија
| 1962. | 1968. | 1975. | 1982. | 1990. | 1999. | 2011. |
| ----- | ----- | ----- | ----- | ----- | ----- | ----- |
| 118   | 134   | 119   | 82    | 55    | 52    | 40    |

График промене броја становника у току последњих година